# Enhet Ei 1644
Enhet Ei 1644 var en militär enhet inom den Kejserliga japanska armén. Det var en del av Departementet för Epidemisk Prevention och Vattenrening och låg under Japans Armé i Centrala Kina. Enheten var stationerad i Nanking mellan 1939 och 1945. 

## Historik
Enhet Ei 1644 ägnade sig åt att utveckla biologiska vapen genom olagliga och dödliga mänskliga experiment. 
Enheten var inhyst i en före detta sjukhusbyggnad i Nanking. Det fokuserade främst på odling av bakterier och utveckling av gifter, som sedan testades på fångar. Fångarna var inhysta på fjärde våningen, som var förbjuden för större delen av personalen. De förvarades i metallburar på fjärde våningen, som kunde innehålla upp till 100 fångar men vanligen innehöll 20-40 personer; nästan alla fångar tycks ha varit kineser, och fler kvinnor och barn uppges ha använts på denna enhet än på de flesta andra enheterna. 
Då ett experiment inleddes, togs en fånge ned till laboratoriet på tredje våningen och fick veta av en tolk att den skulle ges medicin: injektionen gavs sedan mycket snabbt, för att undvika eventuellt motstånd. 
Fångarnas lik brändes i en förbränningsugn om natten på fastigheten. Byggnaden omgavs av en mur med taggtråd och bevakades av militär och japansk polis med hundar. Mittemot byggnaden fanns en militär flygplats dit personal och besökare regelbundet ankom. 
En medlem av enhet 1644 beskrev hur dörren till fängelset var omgiven av mattor för desinficering. I samma sal som fångarna stod även oljebehållare fulla med möss infekterade av pestvirus och loppor som åt av mössen; rummets omkrets hade en trettio centimeter långt tråg med vatten för att förhindra lopporna för att rymma. 
Bara en liten del av verksamheten sysslade dock med mänskliga experiment, och större delen av den japanska personalen var ovetande om fångarna och förbjudna tillträde till fjärde våningen. Anläggningen innehöll också bostäder och rekreationsområden för personal. 
Vid krigsslutet dödades fångarna, byggnaden sprängdes och personalen evakuerade.